# Mangrovetræ-familien
Mangrovetræ-familien (Rhizophoraceae) består af 16 slægter og ca. 120 arter, der er fordelt langs tropiske kyster i Afrika, Asien, Sydamerika og Australien. Det er træagtige planter med modsatte eller kransstillede blade. De fire-tallige blomster er insektbestøvede, og de danner spiredygtige frø, men de arter, som danner mangrove, formerer sig ofte ved at danne fuldt spiredygtige stiklinger. Her omtales kun den ene slægt, der har givet familien navn.
| Slægter |

- Mangrovetræ-slægten (Rhizophora)